# Mister World
Mister World je mužská mezinárodní soutěž krásy.

## Vítězové soutěže
| ročník | rok  | Vítěz                    | Země      | Datum konání       | Místo konání                   | Počet účastníků |
| ------ | ---- | ------------------------ | --------- | ------------------ | ------------------------------ | --------------- |
| 1.     | 1996 | Tom Nuyens               | Belgie    | 20. září 1996      | Istanbul                       | 50              |
| 2.     | 1998 | Sandro Finoglio          | Venezuela | 18. září 1998      | Tróia Peninsula, Grândola      | 43              |
| 3.     | 2000 | Ignacio Kliche           | Uruguay   | 13. října 2000     | Crieff Hydro Hotel, Perthshire | 32              |
| 4.     | 2003 | Gustavo Narciso Gianetti | Brazílie  | 9. srpna 2003      | Brewery Hall, Londýn           | 38              |
| 5.     | 2007 | Juan García Postigo      | Španělsko | 31. března 2007    | San-ja                         | 56              |
| 6.     | 2010 | Kamal Ibrahim            | Irsko     | 27. března 2010    | Inčchon                        | 74              |
| 7.     | 2012 | Francisco Escobar        | Kolumbie  | 24. listopadu 2012 | Kent County Showground, Kent   | 48              |

### Počet vítězství jednotlivých zemí
| Země      | Počet titulů | Roky vítězství |
| --------- | ------------ | -------------- |
| Belgie    | 1            | 1996           |
| Brazílie  | 1            | 2003           |
| Irsko     | 1            | 2010           |
| Kolumbie  | 1            | 2012           |
| Španělsko | 1            | 2007           |
| Uruguay   | 1            | 2000           |
| Venezuela | 1            | 1998           |

## Úspěchy českých mužů
Mister World
| Ročník            | jméno a příjmení | umístění |
| ----------------- | ---------------- | -------- |
| Mister World 2010 | Josef Karas      | 2. místo |
| Mister World 2019 | Jakub Kraus      | TOP 29   |

Vedlejší tituly
| Ročník            | jméno a příjmení | umístění                                                                         |
| ----------------- | ---------------- | -------------------------------------------------------------------------------- |
| Mister World 2010 | Josef Karas      | Mr World Talent – TOP 20, Mr World Top Model – 2. místo, Mr World Sports – vítěz |
| Mister World 2012 | Milan Nevosad    | Mr. World Talent – TOP 10                                                        |